# Variimorda ishiharai
Variimorda ishiharai is een keversoort uit de familie spartelkevers (Mordellidae). De wetenschappelijke naam van de soort is voor het eerst geldig gepubliceerd in 1994 door Kiyoyama.